# NGC 5508
NGC 5508 је лентикуларна галаксија у сазвежђу Волар која се налази на NGC листи објеката дубоког неба.
Деклинација објекта је + 24° 38' 8" а ректасцензија 14h 12m 29,0s. Привидна величина (магнитуда) објекта NGC 5508 износи 13,8 а фотографска магнитуда 14,8. NGC 5508 је још познат и под ознакама UGC 9094, MCG 4-34-2, CGCG 133-9, PGC 50741.